# Barry Hines
Melvin Barry Hines, född 30 juni 1939 i Hoyland Common nära Barnsley, död 18 mars 2016, var en brittisk (engelsk) författare, dramatiker och manusförfattare. Han är mest känd för romanen A Kestrel for a Knave (1968), som är förlaga till Ken Loachs hyllade film Kes – falken (1969). Hines räknas till Englands arbetarförfattare.